# Gran incendio de Nueva York de 1835

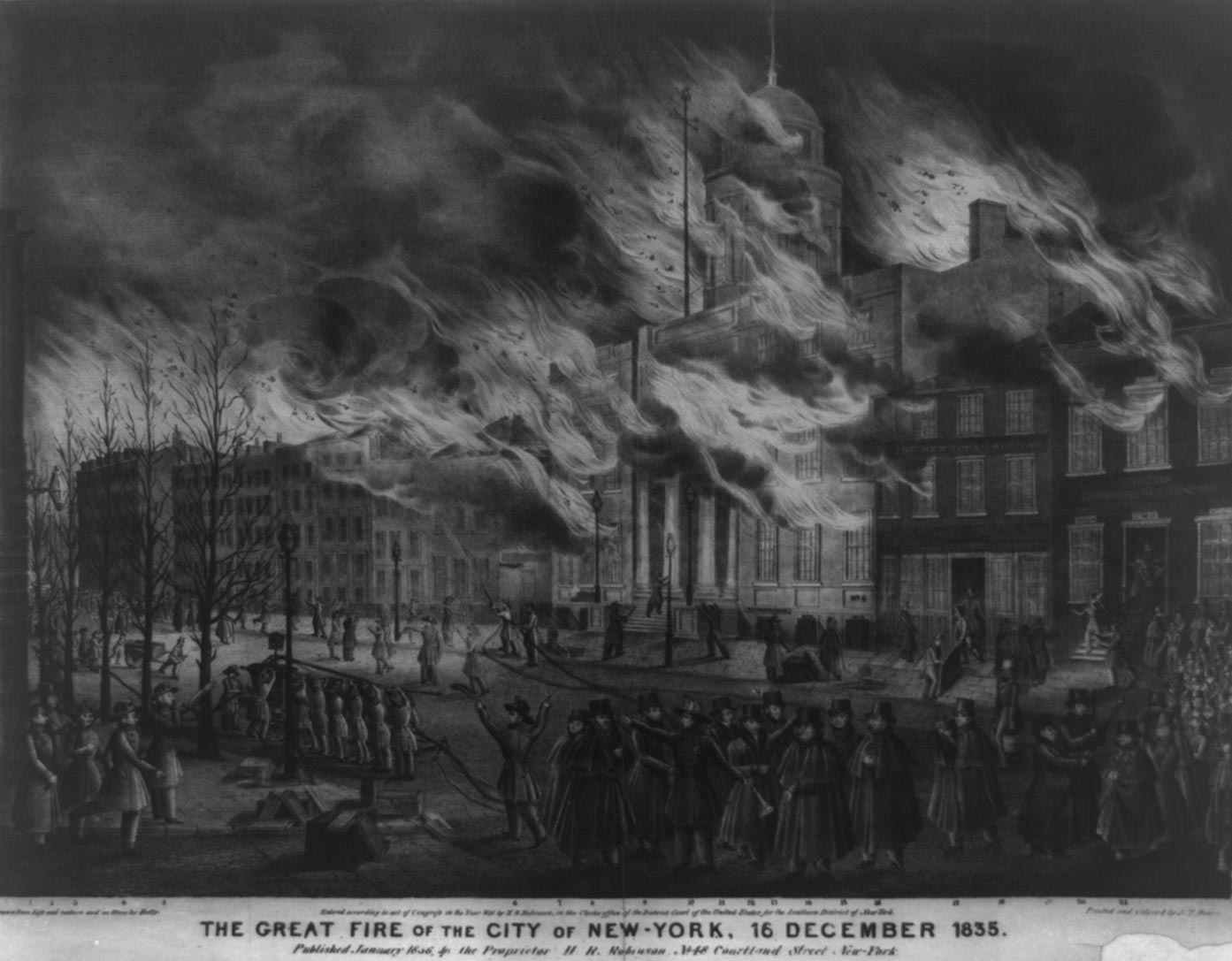
Imagen del Gran Incendio de Nueva York

El Gran incendio de Nueva York de 1835 fue un desastre que destruyó la Bolsa de Nueva York y la mayoría de los edificios del extremo sureste de Manhattan en torno a Wall Street en la noche del 16 al 17 de diciembre de 1835.

## Desarrollo
La ciudad estaba cubierta por la nieve y el incendio comenzó una tarde en un almacén de cinco pisos en la calle Merchant n.º 25 (ahora llamada Calle Beaver) en la intersección con la Calle Pearl entre Hanover Square (Manhattan) y Wall Street. El fuego fue alimentado por los vientos huracanados que soplaban desde el noroeste hacia el río Este. Con temperaturas tan bajas como -27 °C y el río Este congelado, los bomberos debieron cortar agujeros en el hielo para obtener agua; pero, a esa temperatura, el agua se congelaba en las mangueras y bombas. Los intentos de volar edificios a su paso fueron frustrados por la falta de pólvora en Manhattan. Los bomberos que llegaron a ayudar desde Filadelfia dijeron que vieron señales del incendio desde allí.

## Pérdidas

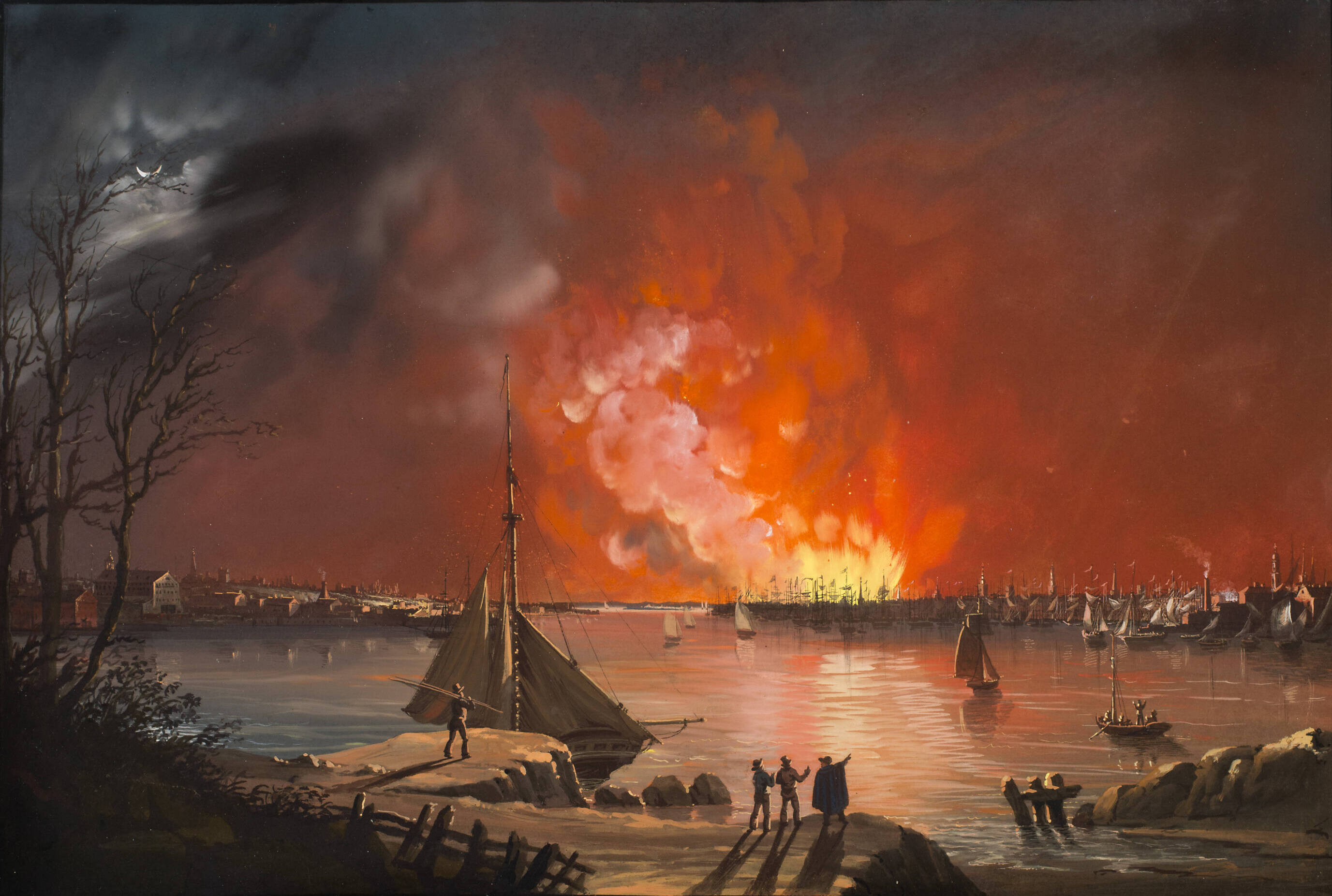
Vista del incendio desde Williamsburg (sic), en una pintura de Nicolino Calyo.

Alrededor de las 2 a. m., los marines regresaron con pólvora del Astillero Naval de Brooklyn y volaron edificios en el camino del incendio. Para entonces, el fuego cubría 50 acres, 17 manzanas de la ciudad y había destruido entre 530 y 700 edificios.
Las pérdidas fueron estimadas en 20 millones de dólares, que al valor actual serían cientos de millones. Solo dos personas perecieron. El seguro no cubriría estas pérdidas debido a que las sedes de varias compañías aseguradoras terminaron quemadas, llevando a estas a la bancarrota.
Las investigaciones posteriores no encontraron algún culpable y se informó que la causa del incendio fue una ráfaga en una tubería de gas que fue encendida por una estufa de carbón.

## Consecuencias
Como el incendio tuvo lugar en medio de un boom económico ocasionado por la reciente inauguración del Canal de Erie, los edificios de madera destruidos fueron rápidamente remplazados por otros más grandes de piedra y ladrillo, menos propensos a grandes incendios generalizados. El incendio también provocó la construcción de un nuevo suministro de agua municipal, hoy conocido como el Acueducto Croton, y una reforma y expansión del servicio de bomberos. Como resultado, este fue el último gran incendio de Nueva York.